# Joan Morgan

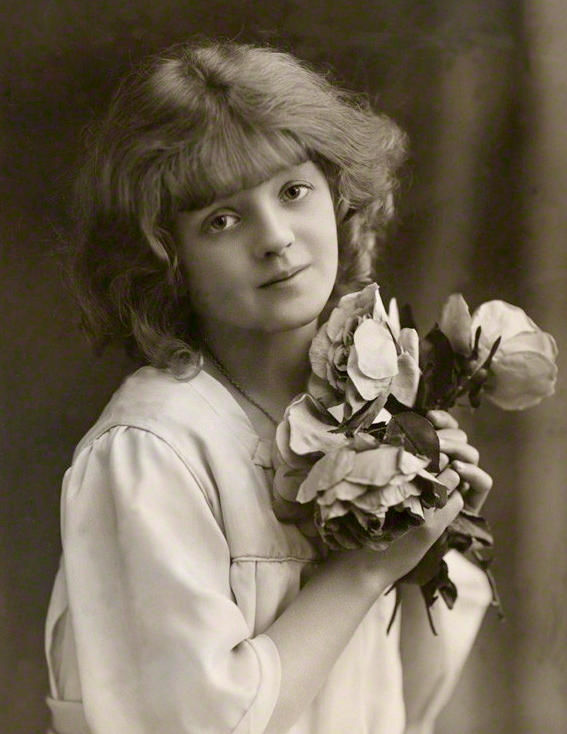
Joan Morgan, 1917

Joan Morgan (Londres, 1 de fevereiro de 1905 – Henley-on-Thames, 22 de julho de 2004) foi uma atriz e roteirista britânica.
Seu pai, Sidney Morgan, foi um produtor, roteirista e diretor de cinema.

## Filmografia selecionada
Atriz
- Her Greatest Performance (1916)
- The Road to London (1921)
- The Lilac Sunbonnet (1922)
- Fires of Innocence (1922)
- Dicky Monteith (1922)
- Shadow of Egypt (1924)
- The Great Well (1924)
- The Woman Tempted (1926)
- A Window in Piccadilly (1928)
- Three Men in a Cart (1929)

Roteirista
- The Flag Lieutenant (1932)